# Carl Nebe (Sänger, 1858)

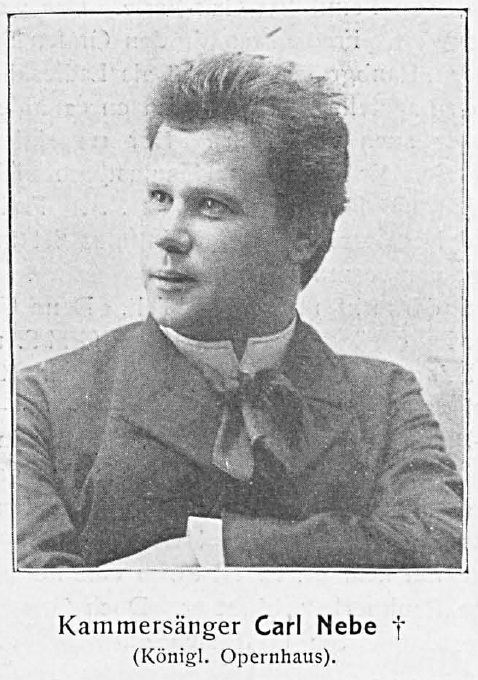
Carl Nebe

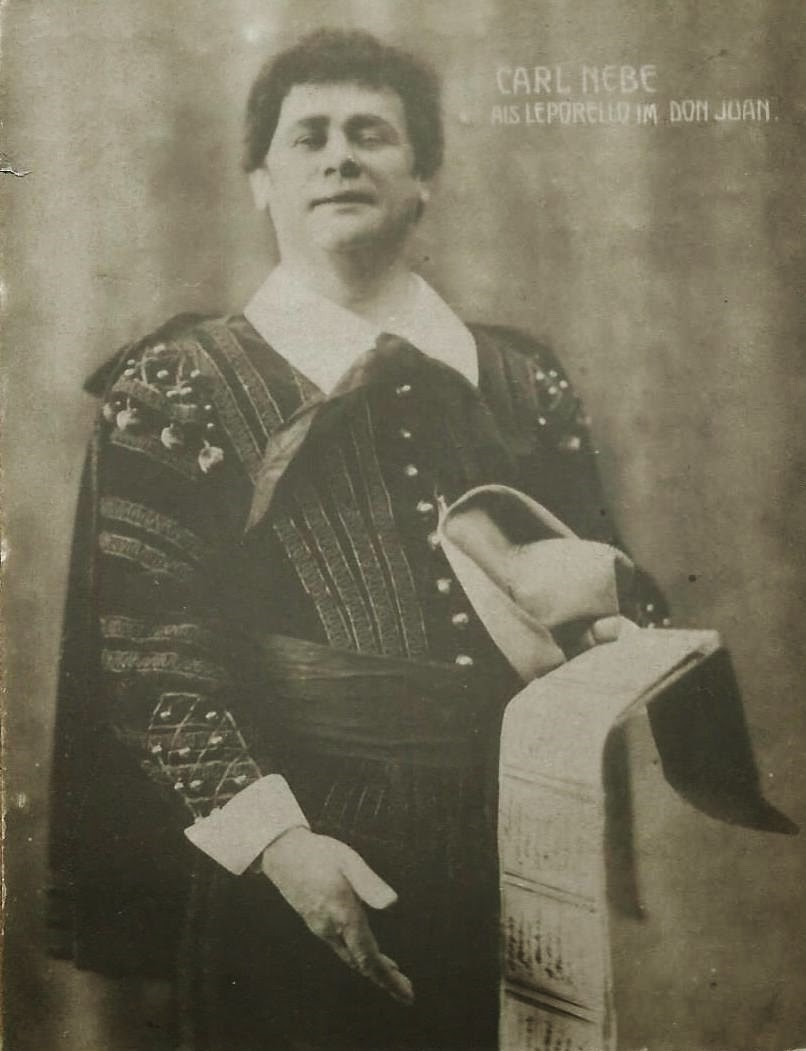
Carl Nebe als Leporello (1908)

Carl Johann Eduard Nebe (* 3. Januar 1858 in Braunschweig; † 7. Februar 1908 in Berlin) war ein deutscher Opernsänger in der Stimmlage Bassbariton.

## Leben
Carl Nebe wuchs als Sohn des Schauspielers Eduard Nebe (1820–1888) in Karlsruhe auf und sollte nach dem Wunsch seiner Eltern Bankkaufmann werden, entschied sich aber für eine künstlerische Laufbahn. Nebe ließ sich im Gesang von seinem Vater und von Felix Mottl, Wilhelm Sedlmayer und Joseph Staudigl ausbilden. Sein Debüt hatte Nebe 1878 am Hoftheater Wiesbaden und kam 1881 ans Hoftheater Dessau, wo er bis 1890 blieb und im Rollenfach des Buffo mit seinem „frischen, befreienden Humor“ bekannt wurde. Anschließend ging er ans renommierte Hoftheater Karlsruhe, wo er unter seinem Lehrer Felix Mottl 1890 an der ersten vollständigen Aufführung der Oper Les Troyens von Hector Berlioz beteiligt war. Ab 1900 wirkte er „auf besonderen Wunsch“ Kaiser Wilhelms II. an der Berliner Hofoper, an der er 1904 in der Premiere der Oper Der Roland von Berlin (Ruggiero Leoncavallo) sang. Dort wirkte er auch in Fierrabras von Franz Schubert, in Heilmar der Narr von Wilhelm Kienzl sowie in Der Wald von Ethel Smyth mit. Seine Interpretationen der Wagner-Figuren des Beckmesser und des Alberich zeigte er an vielen europäischen Bühnen.
Er ist nicht zu verwechseln mit dem gleichnamigen Bassisten Carl Nebe (1868–1946), der hauptsächlich als Konzert- und Unterhaltungssänger tätig war und zahlreiche Schallplatten einsang.